# Щеглов, Степан Степанович
Степан Степанович Щеглов (22 июля 1914 — 17 июля 1976) — участник Великой Отечественной войны, Герой Советского Союза. Штурман эскадрильи 128-го бомбардировочного авиационного Калининского ордена Суворова полка, капитан.

## Биография
Родился 22 июля 1914 года в селе Куриловка Новоузенского района Саратовской области. Русский. Окончил школу ФЗУ в Саратове по специальности строителя.
В 1932 году был призван в Красную Армию. Учился в авиационной школе. Участвовал в советско-финской войне 1939−1940 годов. С начала Великой Отечественной войны до победы над Германией сражался на Западном, Брянском, Центральном, Калининском и 1-м Белорусском фронтах. Участвовал в обороне Вязьмы, Москвы, Курской битве, освобождении Белоруссии, Польши, разгроме гитлеровцев на территории Германии. В 1941 году был тяжело ранен, в 1942 году — контужен.
В 1953 году С. С. Щеглов был уволен из рядов Советской Армии в запас. Проживал в городе Витебске, работал в аэроклубе. Умер 14 июля 1976 года.

## Награды
За боевые отличия и безупречную службу в Советской Армии награждён тремя орденами Красного Знамени (1942 — 2, 1944), орденом Красной Звезды (1947), медалями «За боевые заслуги» (1944), «За оборону Москвы», «За взятие Берлина», «За освобождение Варшавы» и четырьмя другими медалями.
Звание Героя Советского Союза с вручением ордена Ленина и медали «Золотая Звезда» (№ 7037) Степану Степановичу Щеглову присвоено 15 мая 1946 года за 173 успешных боевых вылета, нанесение большого урона противнику и проявленные при этом доблесть и мужество.

## Память
- Мемориальная доска в память о Щеглове установлена Российским военно-историческим обществом на здании Куриловской средней школы, где он учился.